# Huitième circonscription de la préfecture de Shizuoka
La huitième circonscription de la préfecture de Shizuoka (静岡県第8区, Shizuoka-ken dai-hachi-ku) est l'une des huit circonscriptions législatives que compte la préfecture de Shizuoka au Japon.

## Description géographique
Entre 1994 et 2013, la huitième circonscription de la préfecture de Shizuoka couvrait une partie de la ville de Hamamatsu,.
Entre 2013 et 2022, elle comprenait dans cette ville l'arrondissement de Higashi et une partie des arrondissements de Naka et Minami.
Depuis 2022, elle correspond à la totalité des arrondissements de Naka, Higashi et Minami,.

## Députés
| Législature | Début de mandat | Fin de mandat | Député élu             | Parti politique | Parti politique |
| ----------- | --------------- | ------------- | ---------------------- | --------------- | --------------- |
| 41e         | 1996            | 1999          | Yasuyuki Kitawaki (ja) |                 | Shinshintō      |
| 41e         | 1999            | 2000          | Ryū Shionoya           |                 | PLD             |
| 42e         | 2000            | 2003          | Yasutomo Suzuki (ja)   |                 | PDJ             |
| 43e         | 2003            | 2005          | Ryū Shionoya           |                 | PLD             |
| 44e         | 2005            | 2009          | Ryū Shionoya           |                 | PLD             |
| 45e         | 2009            | 2012          | Susumu Saitō (ja)      |                 | PDJ             |
| 46e         | 2012            | 2014          | Ryū Shionoya           |                 | PLD             |
| 47e         | 2014            | 2017          | Ryū Shionoya           |                 | PLD             |
| 48e         | 2017            | 2021          | Ryū Shionoya           |                 | PLD             |
| 49e         | 2021            | 2024          | Kentarō Genma (ja)     |                 | PDC             |
| 50e         | 2024            | -             | Kentarō Genma (ja)     |                 | PDC             |